# Alexander Sandy Douglas
Alexander Sandy Douglas (21 mai 1921 – 29 avril 2010) était un professeur britannique de science de l'informatique, crédité de la création du premier jeu sur ordinateur dotés de graphismes intitulé OXO (aussi connu sous le nom Noughts & Crosses), un jeu de tic-tac-toe créé en 1952 sur l'ordinateur EDSAC à l'Université de Cambridge,.

## Ouvrages
- Computers and Society: an Inaugural Lecture [Delivered on 27 April 1972, by Alexander Shafto Douglas; Publisher: London School of Economics and P; Date Published: 1973.  (ISBN 978-0-85328-019-4)  (ISBN 0-85328-019-3).
- Science Journal, October 1970 "Computers in the Seventies", Alexander "Sandy" Douglas.
- Computer Networks, Volume 5, 1981, pp. 9–14. "Computers and Communications in the 1980s: Benefits and Problems", Alexander S. Douglas
- Sandy Douglas, "Some Memories of EDSAC I: 1950–1952", IEEE Annals of the History of Computing, vol. 1, no. 2, pp. 98–99, 208, October 1979. DOI 10.1109/MAHC.1979.10018